# Dvojčinný parní stroj
Dvojčinný parní stroj je takový parní stroj, u něhož pára koná práci na obou stranách pístu. 
Pomocí  šoupátka je tlaková pára střídavě přiváděna před píst i za píst pracovního válce.  Je tak možné, aby píst vyvíjel tah, či tlak na ojnici při pohybu oběma směry. Stroj se tak chová jako jednočinný stroj o dvojnásobném počtu válců. Proti jednočinnému stroji je sice třeba zajistit utěsnění pístové tyče pomocí ucpávky a složitější šoupátko, ale za to je získán dvojnásobný výkon na stejný objem válce a pravidelnější chod.
Dvojčinný parní stroj vynalezl James Watt.